# Bycanistes cylindricus
Bycanistes cylindricus е вид птица от семейство Носорогови птици (Bucerotidae). Видът е световно застрашен, със статут Уязвим.

## Разпространение
Видът е разпространен в Гана, Гвинея, Кот д'Ивоар, Либерия, Сиера Леоне и Того.